# Молитвенные орехи

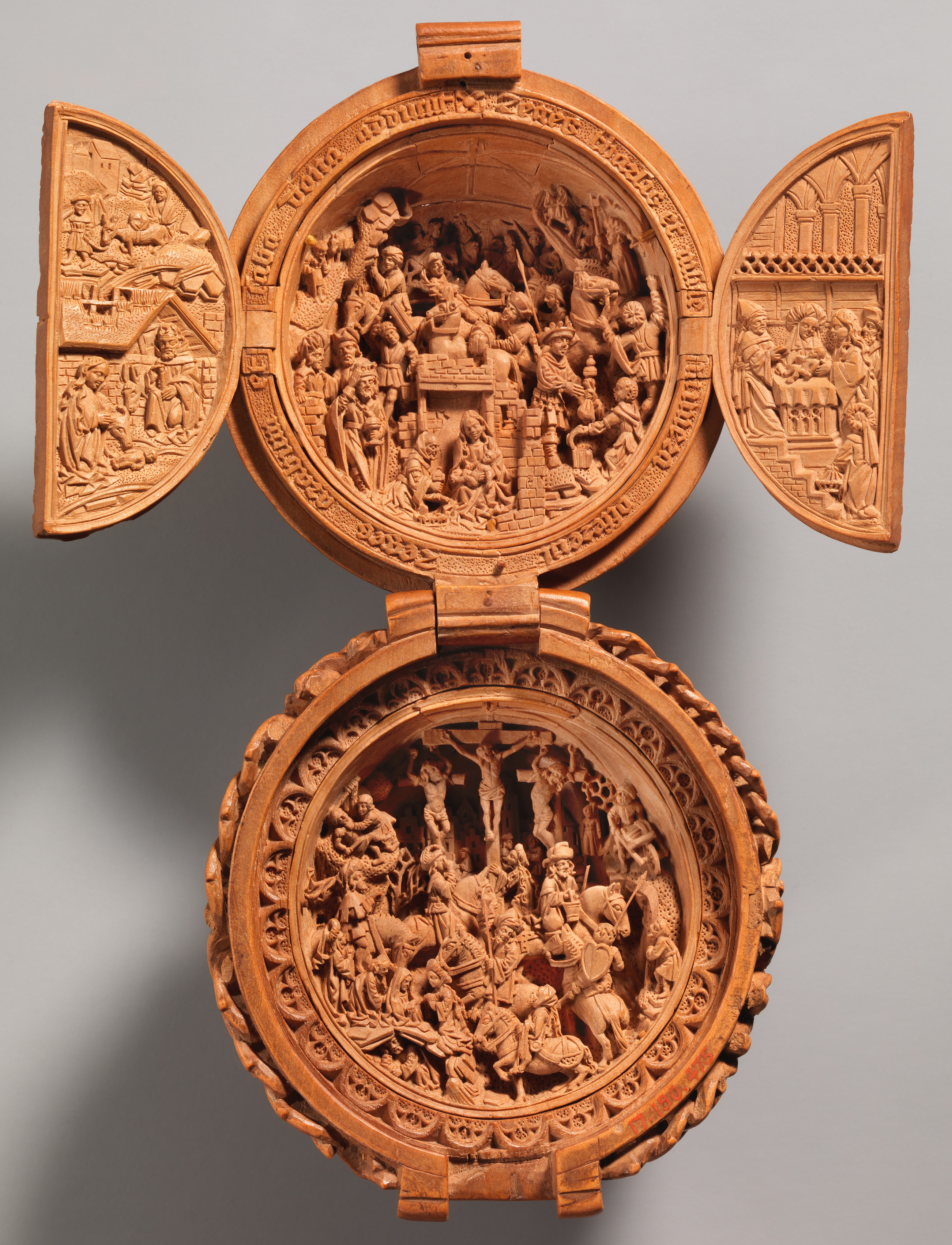
Раскрытый молитвенный орех с изображением Поклонения волхвов (вверху) и Распятия (внизу); Нидерланды, начало XVI века

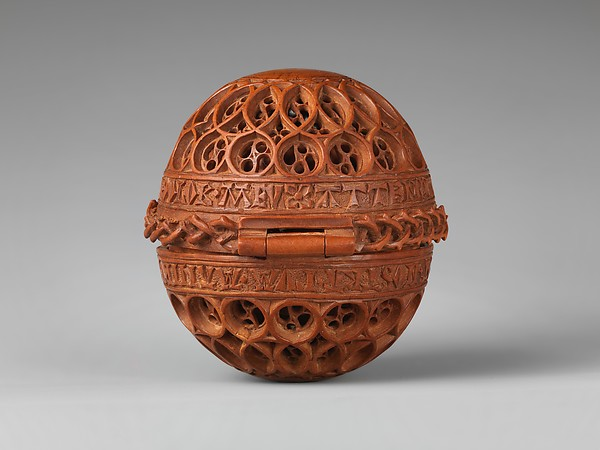
Тот же орех в закрытом виде; размер 5.8 × 5.5 × 5.6 см

Молитвенные орехи (англ. prayer nuts) — вид миниатюрных резных изделий из дерева, популярных в Северной Европе, преимущественно Нидерландах, в XV—XVI веках. Молитвенные орехи имеют сферическую форму и, как правило, состоят из двух соединённых между собой частей, что придаёт им сходство со скорлупой грецкого ореха. Миниатюры изготавливались из самшита и изображали библейские события, в основном сцены, связанные с Христом.

## Изготовление

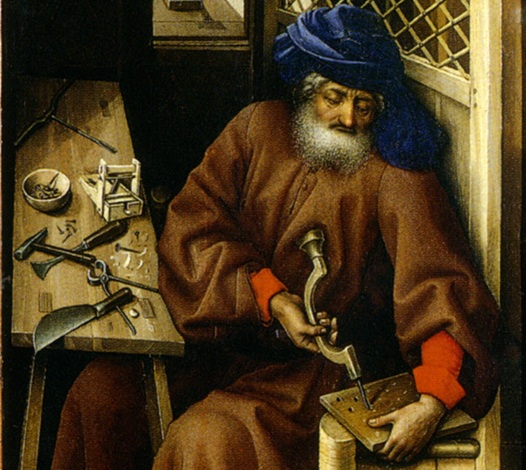
Робер Кампен. Святой Иосиф за работой (фрагмент триптиха), ок. 1425; изображены современные автору столярные инструменты

Самшит является идеальной породой для резьбы по дереву, хотя использование этой разновидности древесины ограничено малыми размерами изделий. Самшит имеет равномерную твёрдость, однородное строение, устойчив к сколам и трещинам. Большинство молитвенных орехов изготовлены именно из самшита, хотя встречаются аналогичные изделия, выполненные в серебре и украшенные эмалью.
Уровень детализации самшитовых миниатюр феноменален; на некоторых изделиях видна текстура таких мельчайших деталей, как перья на крыльях ангела, чешуйки дракона, отделка одежды фигур и украшения. Из-за обилия деталей, объёмности и малого размера изделий обычная фотография не способна качественно их запечатлеть, и их изображения собирают на компьютере из снимков, сделанных с фокусировкой на разное расстояние.
По оценкам искусствоведов, на создание одного готового изделия могло уйти до 30 лет, то есть фактически вся карьера мастера, если бы он работал единолично. Поэтому молитвенные орехи и прочие миниатюрные изделия из той же категории были чрезвычайно дорогими, и лишь самые обеспеченные люди своего времени, аристократы и представители правящих семей, могли их себе позволить. Молитвенные орехи были символом роскоши и статуса владельца, чем объясняется немногочисленность дошедших до нас изделий этой категории. Известно, что самшитовыми миниатюрами владели король Англии Генрих VIII и его жена Екатерина Арагонская, император Священной Римской империи Карл VI и Альбрехт V Баварский. Некоторые изделия содержат инициалы или гербы своих первых владельцев, для которых были изготовлены.
Вероятно, над каждым изделием трудились несколько мастеров с подмастерьями, каждый из которых отвечал за свою часть работы. Рельефы изготавливались из нескольких частей, затем соединялись и наклеивались на деревянную основу. В большинстве случаев имена авторов изделий неизвестны; одно из немногих дошедших до нас имён — Adam Dirksz Hinderduyn (ок. 1570—1640).

## Другие виды изделий
Шарообразные подвески для молитвенных четок являются самой частой формой самшитовой миниатюры, однако известны и другие разновидности изделий той же категории: это, прежде всего, триптихи и диптихи, а также миниатюрные резные гробы, статуэтки и даже флакончики для парфюма.

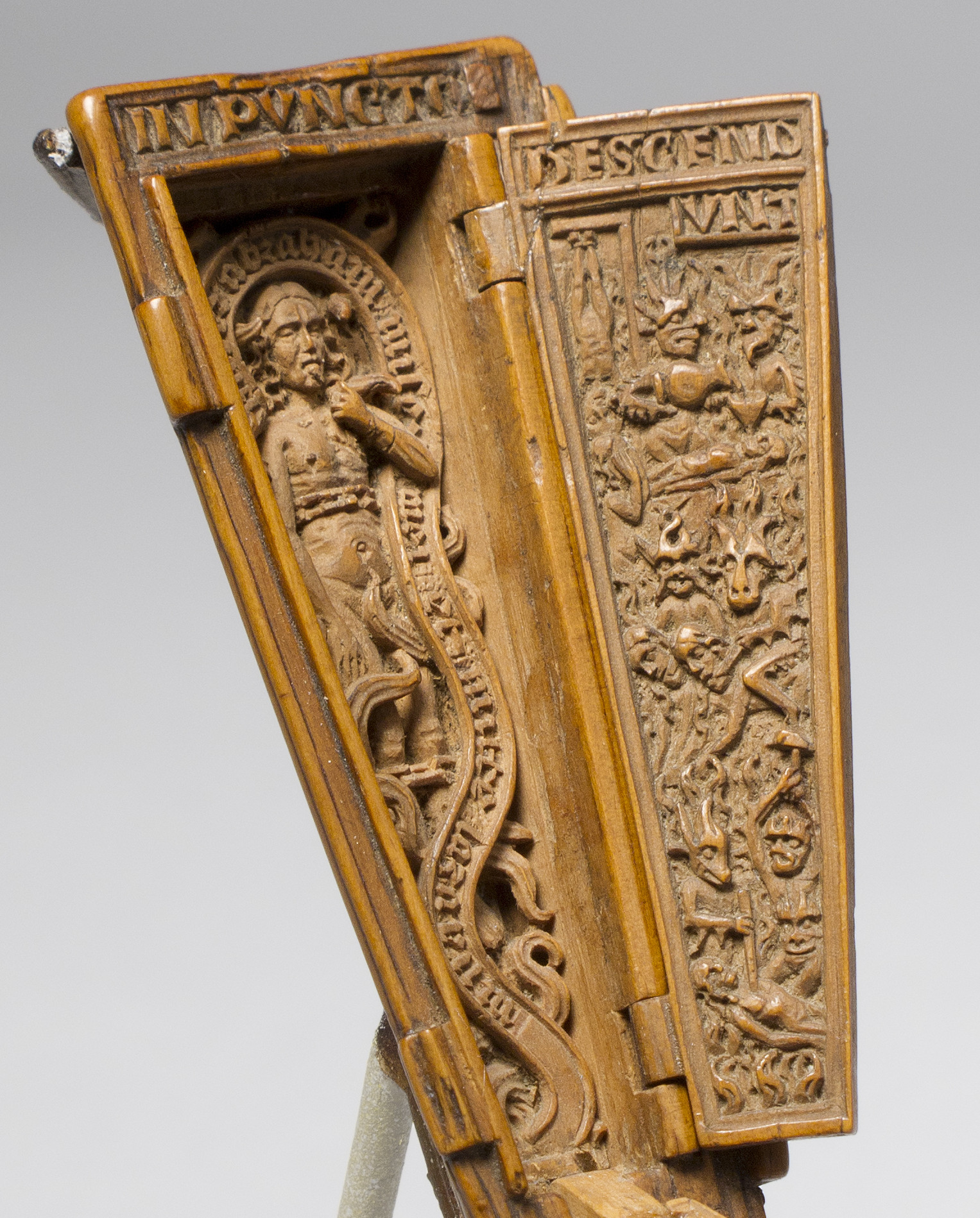
Миниатюрный гроб. Нидерланды, нач. XVI века
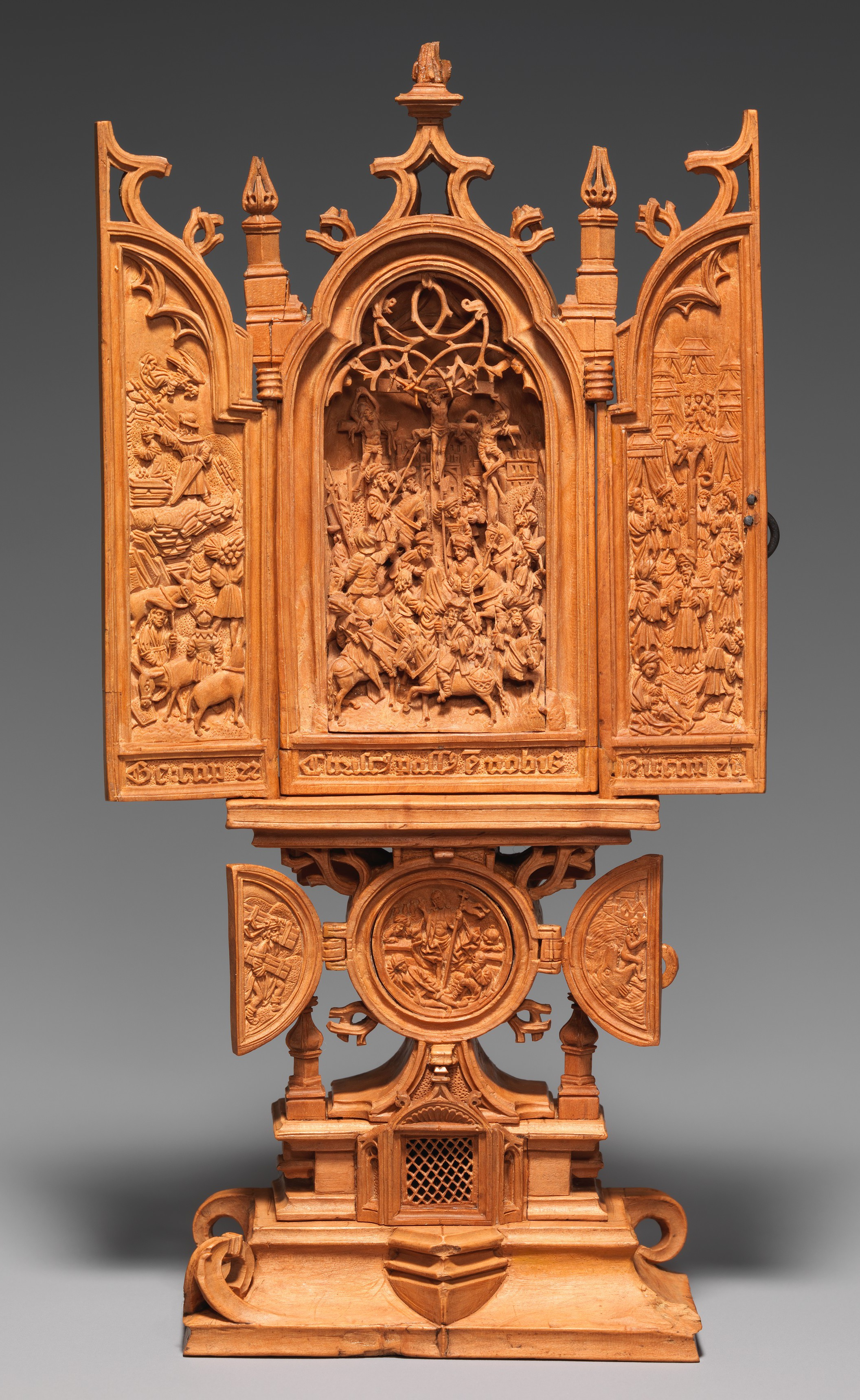
Миниатюрный алтарь-триптих. Нидерланды, нач. XVI века
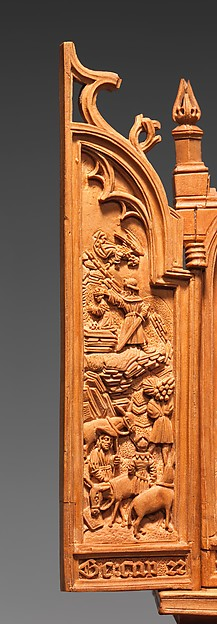
Триптих, левая створка
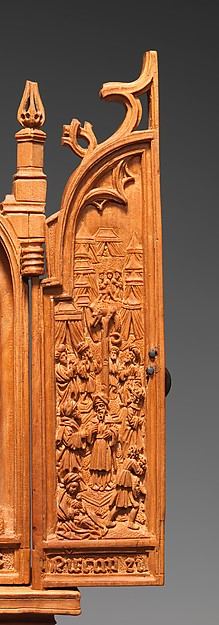
Триптих, правая створка
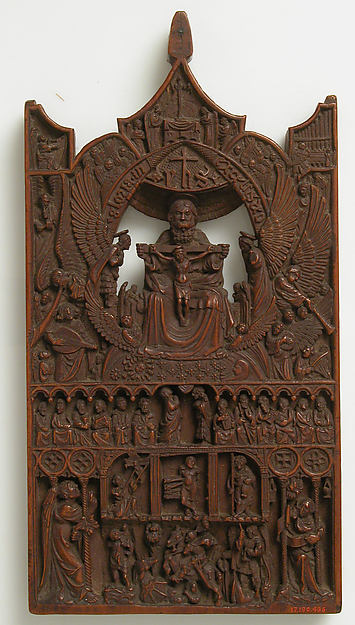
Резная пластина с Поклонением Святой Троице. Испания, XV век